# David Ammann

David Ammann (1855–1923)

Frieda Ammann, geb. Brugger (1862–1955)

David Ammann (* 12. Oktober 1855 in Honore (heute: Honnavar) im südindischen Bundesstaat Karnataka, Distrikt Uttara Kannada; † 20. Februar 1923 in Frankfurt am Main) war ein schweizerisch-amerikanischer Autor, Übersetzer und Verleger. Er war der Begründer der Mazdaznan-Bewegung in Europa.

## Leben

### Herkunft und Ausbildung
David Ammann entstammte einer alteingesessenen Schaffhauser Familie. Sein Vater, Johann Jakob Ammann (* 6. Juli 1816 in Schaffhausen; † 2. Januar 1864 in Udupi), war Missionar und Reiseprediger der Basler Mission. Seit 1841 war er in Kadike und Mangaluru stationiert, wo er sich insbesondere der Mission des Tuluvolks verschrieb. Er übersetzte das Neue Testament und das Buch der Psalmen in deren Sprache. 1845 heiratete er Elisabeth Susanna Schalch (* 11. Oktober 1823 in Schaffhausen; † 29. Januar 1904 in Los Angeles). Von 1852 bis 1856 hielt sich das Ehepaar in Honore auf, wo David, als jüngster Sohn von sechs Kindern, geboren wurde.
Aufgrund gesundheitlicher Probleme des Vaters verließ die Familie 1861 Indien und hielt sich zwei Jahre in Europa auf. Unter Zurücklassung der Kinder reiste das Ehepaar am 14. August 1863 erneut von Basel aus nach Indien. Wenige Monate später starb der Vater an Dysenterie.
David Ammann wurde ab 1861 am Basler Missionsinstitut erzogen, besuchte die Gymnasien in Schaffhausen und in Bern und legte seine Matura im Frühjahr 1875 in Basel ab. Er verweigerte sich dem Wunsch der Mutter, Theologie zu studieren, zog stattdessen zu seinem älteren Bruder nach Berlin und begann an der dortigen Universität mit dem Studium der Philosophie und Literatur. Nach eigenem Bekunden wechselte er 1876 an die Sorbonne und an das Collège de France nach Paris. Nach kurzer Zeit musste er aus finanziellen Gründen seine Studien abbrechen und sich in Cannes und in Málaga u. a. als Lehrer für Deutsch und Latein den Lebensunterhalt verdienen.

### Religiöse Sinnsuche
Um 1880 kehrte er nach Schaffhausen zurück. Dort nahm er das Angebot wahr, in die florierende Strohhutfabrik seines Bruders einzutreten. In dieser Zeit lernte er die Pfarrerstochter Frieda Brugger (* 5. Mai 1862; † 26. Juli 1955 in Los Angeles) kennen, die er 1882 heiratete. Gemeinsam mit ihr lebte er kurzzeitig in Paris, wo er eine Zweigstelle der Firma seines Bruders leitete. Nachdem die Filiale hatte geschlossen werden müssen, gründete er in Wohlen eine eigene Strohhutfabrik.
Aufgrund starker gesundheitlicher Probleme wurde er ein überzeugter Anhänger des Vegetarismus. Sein Wunsch, sich mit der Familie einer vegetarischen Kolonie anzuschließen, scheiterte an der Unbeständigkeit dieser reformorientierten Lebensgemeinschaften. Ammann setzte sich deshalb zum Ziel, dieser Bewegung mittels religiösen Überbaus eine stärkere soziale Bindungskraft zu verleihen. Da er hoffte, diese Reformidee in Amerika besser verwirklichen zu können, verkaufte er seine Firma und übersiedelte mit seiner Familie 1896 nach Kalifornien. In Cahuenga Township ließ er sich als Obstfarmer nieder. Über seine landwirtschaftlichen Erfahrungen veröffentlichte er verschiedene Artikel.

1904 kam er erstmals mit der Mazdaznan-Lehre in Berührung, die Otoman Zar-Adusht Hanish seit 1890 von Chicago aus verbreitete. Mit diesem Gedankensystem, das sich auf Zarathustra beruft, konnte er sich vollständig identifizieren: 

„Endlich hatte ich gefunden, was ich mein ganzes Leben vergeblich gesucht hatte: Die Vereinigung von Vegetarismus und Religion, sowie alle Zweige des Lebens und aller Systeme, ein harmonisches Ganzes, ein unübertroffenes Erziehungssystem auf materiellem wie geistigen Gebiet sowohl für den Einzelnen als für Menschheit. Wie konnte ich anders, als meine übrig gebliebene Lebenskraft ganz dieser edlen und erhabenen Sache zu widmen und ihr Zeit, Geld und alle Annehmlichkeiten zu opfern.“

### Tätigkeit für Mazdaznan

#### Die Anfänge in Leipzig

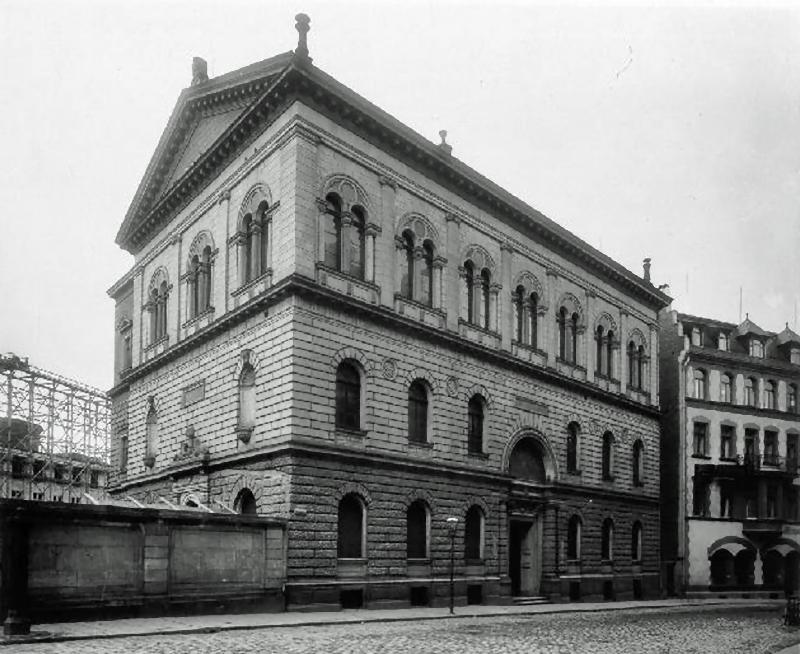
Ehemaliges Logenhaus Minerva zu den drei Palmen Leipzig, Sitz der Mazdaznan-Zentrale von 1910 bis 1916

Walter Robert Ammann als junger Cellist der Eva Bartlett Macey Company, 1909

Nachdem David Ammann seine Farm verkauft hatte, um als autorisierter Botschafter Hanishs Mazdaznan in Europa zu verbreiten, übersiedelte er im Sommer 1907 nach Leipzig. Dort hielt sich seit September 1905 seine Frau auf, um den vier Kindern
- Walter Robert (1883–1958)[8]
- Lucie Dora Elisabeth (1884–1926)[9]
- Hedwig Charlotte (1885–1986)[10]
- Fritz Emil (* 23. Dezember 1886 in Zürich)

eine musikalische Ausbildung am Konservatorium der Stadt zu ermöglichen. Frieda Ammann hatte in dieser Zeit die Mazdaznan-Lehre in Privat- und Künstlerkreisen bekannt gemacht.
Unverzüglich begann Ammann, Mazdaznan mittels Vorträgen, Heil-, Atmungs- und Diätkursen öffentlich zu verbreiten. Überraschend schnell konnte sich die neue Bewegung etablieren. Im Dezember 1907 gründete Ammann in Leipzig die Zarathustra-Gesellschaft. Diese wurde von ihm 1908 aufgelöst und in die Mazdaznan-Tempel-Vereinigung überführt. Ab Mai 1908 gab er die deutschsprachige Monatszeitschrift Mazdaznan heraus, die mit wechselnden Untertiteln bis zum Verbot durch die Nationalsozialisten im Jahre 1935 erschien. Am 1. Juli 1909 erfolgte die Gründung des Mazdaznan-Verlags, der im April 1913 in eine GmbH umgewandelt wurde.
Ab April 1909 verfügte die Bewegung über eigene Versammlungsräume in Leipzig.
1909 gab Ammann unter dem Titel Atem- und Gesundheitslehre die deutschsprachige Übersetzung des von Hanish 1902 in Chicago veröffentlichten Mazdaznan-Grundlagenwerkes Health- and Breath-Culture heraus.
Anfang des Jahres 1910 hatte Mazdaznan bereits in zahlreichen Großstädten Fuß gefasst.
Ein Höhepunkt dieser Aufbaujahre war der Europa-Besuch Otoman Zar-Adusht Hanishs, des Gründers der Bewegung, im Jahr 1911. Dabei hielt er öffentliche Vorträge in 12 großen Städten in Deutschland, Österreich und der Schweiz sowie in London. Die bedeutendste spirituelle Zusammenkunft war die Weihe der Friedensfahne in Leipzig am 3. Juli 1911.
Am 29. Dezember 1912 wurde auf der Mazdaznan-Wintersonnenwendfeier die Auflösung der Mazdaznan-Tempelvereinigung und die Gründung eines Mazdaznan-Bundes als öffentlich-rechtlicher Verein mit einem fünf Mitglieder starken Bundesvorstand beschlossen. Im Januar 1913 wurde der Mazdaznan-Bund in das Vereinsregister beim Königlichen Amtsgericht Leipzig eingetragen. David Ammann wurde zum Ehrenvorsitzenden gewählt.

#### Ausweisung aus Sachsen
Der kometenhafte Aufstieg der Bewegung blieb nicht unbemerkt und wurde von verschiedenen Seiten kritisch beobachtet. Immer wieder kam es zu Vorwürfen und gerichtlichen Klagen gegen die Bewegung, insbesondere gegen ihren prominentesten Vertreter in Deutschland, David Ammann. Seit 1909 stand die Bewegung unter polizeilicher Beobachtung.
Im November 1911 hatte der Schweizer mit amerikanischer Staatsbürgerschaft für sich und seine Familie einen Einbürgerungsantrag gestellt, der jedoch abschlägig beschieden wurde.
Besondere Kritik rief ein weiteres von Ammann ins Deutsche übersetzte und 1913 in Leipzig herausgegebene Werk Otoman Zar-Adusht Hanishs mit dem Titel Wiedergeburtslehre hervor, das die Behörden als „eine in den Deckmantel einer Sitten- und Gesundheitslehre eingehüllte unzüchtige Schrift“ indizierten.

Im Frühjahr 1914 wurde David Ammann von den sächsischen Behörden schließlich eröffnet, dass er und seine Familie als unerwünschte Personen des Landes verwiesen werden sollten. Am 14. April 1914 war die Verordnung des Ministeriums des Innern an das Polizeiamt der Stadt Leipzig ergangen. Die Familie erhielt daraufhin umgehend die Ausweisungsverfügung, in der ihr mitgeteilt wurde: 

„Da Sie, wenn auch nicht dem Namen nach, so doch der wirkliche Leiter des diese Lehre vertretenden 'Mazdaznan-Bundes' (Sitz Leipzig) sind und sich als solcher und als Verbreiter der Mazdaznan-Lehre lästig gemacht haben, so werden Sie, da Sie amerikanischer Staatsbürger, also Ausländer sind und als solcher kein Recht zum Aufenthalte im Königreiche Sachsen haben, wie Ihnen hiermit eröffnet wird, mit Ihrer Familie als lästige Ausländer aus dem Königreiche Sachsen ausgewiesen. Sie haben Leipzig und das Königreich Sachsen bis zum 15.5.1914 zu verlassen (...) Ihre Familie hat Leipzig u. das Königreich Sachsen bis zum 1.7.1914 zu verlassen.“

Otto Rauth, ein der Familie und der Bewegung nahestehender Leipziger Rechtsanwalt, setzte alle ihm zur Verfügung stehenden juristischen Mittel ein, um die Rücknahme des Ausweisungsbescheides zu erreichen. Alle Klagen und Gesuche gegen die Ausweisung blieben ohne Erfolg.
Nachdem der für den 6. Mai 1914 geplante öffentliche Abschiedsvortrag Ammanns zum Thema Die Rasse der Zukunft und Rassenhygiene vom Gesundheitsamt Leipzig untersagt worden war, fand er am 12. Mai 1914 vor 400 geladenen Gästen im 1910 eingeweihten Feurich-Konzert-Saal statt. Am Abend des 14. Mai 1914 verließ David Ammann Sachsen mit dem Zug Richtung Zürich, seine Frau folgte ihm am 30. Juni 1914.

#### Neuanfang in der Schweiz
Nachdem Hanish von dem Ausweisungsbeschluss erfahren hatte, telegraphierte er an Ammann: „Der Würfel ist gefallen; der Krieg ist erklärt. Ziehe das Friedensbanner ein und gehe nach der Schweiz.“
Am 21. Mai 1914 fand die Empfangsfeier für Ammann in der Zürcher Mazdaznan-Loge statt. Im August 1914 gründete sich in Zürich der Aryana-Bund, ein Verein zum Zweck des Baus eines neuen Mazdaznan-Hauses, um darin „nach den Grundsätzen der Mazdaznan-Lehre eine Lebens- und Arbeitsschule einzurichten und zu führen, um die Mazdaznan-Lehre zu begründen, zu fördern und zu verbreiten und Schüler in der Mazdaznan-Lebensweise und Philosophie zu unterweisen“.
Knapp ein Jahr später, am 16. Mai 1915, konnte Ammann in Herrliberg das neue Aryana-Heim eröffnen. Zu dem Haus gehörten größere Flächen Wiesenland, auf dem sich nach und nach Mitglieder ansiedelten, Häuser bauten und zur Selbstversorgung Gärten anlegten, die sie nach den Grundsätzen der Mazdaznan-Bodenkultur bearbeiteten.
1915 wurde in Herrliberg der Internationale Mazdaznan-Frauenfriedensbund gegründet, dessen Leitung Frieda Ammann übernahm. 1917 veröffentlichte Ammann seine Schrift Die Ur-Religion, in der er nachzuweisen suchte, dass alle arischen Religionen in der Lichtreligion Zarathustras ihre Quelle haben. 1919 gab er unter dem Titel Ritual ein Zeremonienbuch heraus, das Anweisungen zur Durchführung von Mazdaznan-Andachten enthielt. 1922 erschien die erste Auflage der Mazdaznan-Selbsterkennungsmethode unter dem Titel Selbstdiagnostik.
Während des Ersten Weltkrieges entwickelte sich die Aryana-Siedlung in der neutralen Schweiz zum eigentlichen Zentrum der Bewegung. Nach dem Ende des Ersten Weltkrieges kamen 1920 erstmals eine größere Anzahl deutscher Mazdaznan-Mitglieder nach Herrliberg.
1921 wurde die Ausweisung David Ammanns aus Deutschland offiziell aufgehoben. Im selben Jahr reiste David Ammann zu Lebensschulkursen nach Stuttgart und Leipzig. Während Ammann in Herrliberg den philosophisch-religiösen und gemeinschaftlichen Charakter von Mazdaznan gepflegt und inhaltlich wie organisatorisch ausgebaut hatte, betonte die sich nach Kriegsende reorganisierende Bundeszentrale in Leipzig unter Führung von Otto und Hedwig Rauth die individualistisch-lebenspraktische Ausrichtung von Mazdaznan.

### Plötzlicher Tod
Anlässlich der Weihnachtsgahanbar 1922/23 hielt David Ammann in Herrliberg einen Kurs über die Seelenlehre, den er wegen einer Reise zu einem Lebensschulkurs für den Internationalen Mazdaznan-Frauenfriedensbund Anfang Februar 1923 in Berlin nicht beenden konnte. Laut Rümelin sprach er bei seinem Abschiedsabend vom bevorstehenden Besuch Otoman Zar-Adusht Hanishs, der vielleicht vieles anders machen werde, als man es gewohnt sei.
Während dieser Reise starb David Ammann am 20. Februar 1923 in Frankfurt am Main. Die näheren Umstände seines plötzlichen Todes wurden nicht bekannt, was bis heute Anlass zu Spekulationen gibt.
Am 26. Februar traf der Sarg mit seinem Leichnam in Herrliberg ein. Im Aryana-Saal wurde er zur Abschiednahme aufgebahrt. Die Beerdigung fand am 27. Februar auf dem Friedhof in Herrliberg statt.

### Nach Ammanns Tod
Nach Ammanns Tod bestimmte Otoman Zar-Adusht Hanish während seines Aufenthaltes in Herrliberg 1923 dessen Witwe Frieda Ammann zur Nachfolgerin ihres Mannes mit dem Titel Mutter Superior und Botschafterin für Europa. Der Streit zwischen Herrliberg und Leipzig um die Führung und innere Ausrichtung verstärkte sich trotz regelmäßiger Besuche Hanishs in den folgenden Jahren und endete in einem Vergleich zwischen der Aryana-Gesellschaft Herrliberg und den Erben David Ammanns am 3. Juli 1926.
Auf Einladung Otoman Zar-Adusht Hanishs reisten Frieda Ammann, Otto und Hedwig Rauth am 9. Juni 1933 mit dem Schiff Europa von Bremerhaven aus nach New York, um Hanish auf seinen Reisen durch die USA zu begleiten. Auf Empfehlung Hanishs kehrte Frieda Ammann nicht mehr nach Deutschland zurück. Sie starb, seit 1949 unterstützt und gepflegt von ihrer Tochter Hedwig Rauth, 1955 in der Mazdaznan-Siedlung in Norco. Die Urne mit ihrer Asche wurde in David Ammanns Grab in Herrliberg bestattet.